# ФК БСК Борча
ФК БСК Борча је српски фудбалски клуб из Борче, град Београд. Тренутно се такмичи у Београдској зони, четвртом такмичарском нивоу српског фудбала. БСК је скраћеница од Борчански спортски клуб.

## Историја
Клуб је основан 1937. године, на иницијативу групе заинтересованих мештана за овај спорт, међу којима је био Витомир Максин, који је купио прву опрему.
Прву званичну утакмицу клуб је одиграо 6. маја 1937. године против екипе из Бачког Петровог Села и победио са 4 : 2. Клуб је обновљен 1946. године под истим именом. Касније је променио име у Хајдук, а 1951. године је престао са радом. Од 1953. непрекидно се такмичи под данашњим именом.
У новом миленијуму, од 1999. до 2002. играли су у Другом савезном рангу, али иако су опстали упркос реорганизацији лиге, одустали су и захваљујући томе је ОФК Врбас сачувао друголигашки статус. У Српској лиги Београд су играли до 2006. године, када су се пласирали у новоформирану Прву Телеком лигу Србије. Од тада бележе велике успехе: били су четврти 2007. године, 2008. трећи, а 2009. први и тако су ушли по први пут у највиши ранг српског фудбала. Пошто стадион у Борчи не испуњава критеријуме за играње суперлигашких мечева, Борча је прве две сезоне у Суперлиги играла на Омладинском стадиону. У дебитантској сезони 2009/10. БСК је заузео 12. место, док је у сезони 2010/11. заузео 11. место. Трећу сезону је такође завршио у доњем делу табеле, на 12. месту, док у својој четвртој суперлигашкој сезони БСК ипак није успео да избори опстанак, иако је на крају имао 30 бодова као и Нови Пазар ипак је испао због слабијег међусобног скора.
У сезони 2013/14., првој након испадања, БСК је заузео 5. место.

## Новији резултати
| Сезона   | Ранг | Лига                | Позиција | ИГ | Д  | Н  | П  | ГД | ГП | ГР  | Бод     | Куп                  |
| -------- | ---- | ------------------- | -------- | -- | -- | -- | -- | -- | -- | --- | ------- | -------------------- |
| 2006/07. | 2    | Прва лига Србије    | 4.       | 38 | 16 | 14 | 8  | 55 | 35 | +20 | 62      | Није се квалификовао |
| 2007/08. | 2    | Прва лига Србије    | 3.       | 34 | 17 | 7  | 10 | 38 | 21 | +17 | 58      | Шеснаестина финала   |
| 2008/09. | 2    | Прва лига Србије    | 1.       | 34 | 20 | 10 | 4  | 45 | 16 | +29 | 70      | Шеснаестина финала   |
| 2009/10. | 1    | Суперлига Србије    | 12.      | 30 | 9  | 6  | 15 | 27 | 37 | -10 | 33      | Шеснаестина финала   |
| 2010/11. | 1    | Суперлига Србије    | 11.      | 30 | 8  | 9  | 13 | 23 | 37 | -14 | 33      | Шеснаестина финала   |
| 2011/12. | 1    | Суперлига Србије    | 12.      | 30 | 7  | 9  | 14 | 18 | 39 | -21 | 30      | Шеснаестина финала   |
| 2012/13. | 1    | Суперлига Србије    | 15.      | 30 | 8  | 6  | 16 | 26 | 57 | -31 | 30      | Шеснаестина финала   |
| 2013/14. | 2    | Прва лига Србије    | 5.       | 30 | 12 | 7  | 11 | 37 | 39 | -2  | 43      | Шеснаестина финала   |
| 2014/15. | 2    | Прва лига Србије    | 10.      | 30 | 10 | 8  | 12 | 31 | 33 | -2  | 38      | Шеснаестина финала   |
| 2015/16. | 2    | Прва лига Србије    | 9.       | 30 | 11 | 7  | 12 | 32 | 38 | -6  | 40      | Осмина финала        |
| 2016/17. | 2    | Прва лига Србије    | 14.      | 30 | 9  | 6  | 15 | 27 | 39 | -12 | 32      | Осмина финала        |
| 2017/18. | 3    | Српска лига Београд | 9.       | 30 | 11 | 8  | 11 | 40 | 44 | -4  | 41      | Претколо             |
| 2018/19. | 3    | Српска лига Београд | 11.      | 30 | 12 | 2  | 16 | 54 | 67 | -13 | 38      | Није се квалификовао |
| 2019/20. | 3    | Српска лига Београд | 4.       | 17 | 7  | 5  | 5  | 23 | 25 | -2  | 26      | Није се квалификовао |
| 2020/21. | 3    | Српска лига Београд | 13.      | 38 | 15 | 9  | 14 | 57 | 51 | +6  | 54      | Није се квалификовао |
| 2021/22. | 3    | Српска лига Београд | 8.       | 30 | 13 | 3  | 14 | 46 | 46 | 0   | 42      | Није се квалификовао |
| 2022/23. | 3    | Српска лига Београд | 15.      | 30 | 6  | 14 | 10 | 27 | 33 | -6  | 32      | Није се квалификовао |
| 2023/24. | 4    | Београдска зона     | 15.      | 30 | 5  | 4  | 21 | 26 | 75 | -49 | 10 (-9) | Није се квалификовао |

## Навијачи
Навијачи се зову Бетон бојс Борча, поред којих су присутни Олош бојс, ЛДК, Круговци... У међувремену је настала идеја да се све мање групе које заједно навијају на БСК-у а долазе из разних делова Борче уједине у једно име Компанија Борча. До тога није дошло, тако да су млађи навијачи са трибине узели назив Компанија Борча. Навијачи тренутно бојкотују клуб, пре свега због играња на Омладинском стадиону, али и због доношења новог грба и химне и због односа управе са навијачима.

## Познати бивши играчи
- Горан Адамовић
- Енвер Аливодић
- Дејан Бабић
- Владимир Волков
- Асмир Кајевић
- Предраг Лазић
- Митар Новаковић
- Александар Пантић
- Стефан Савић
- Ђорђе Чотра
- Немања Џоџо